# Ldd (Unix)
ldd (acronimo per List Dynamic Dependencies) è un comando dei sistemi operativi Unix e Unix-like che stampa le dipendenze delle librerie condivise.
L'equivalente di ldd per Darwin e macOS è otool -L.